# 吉原遊廓

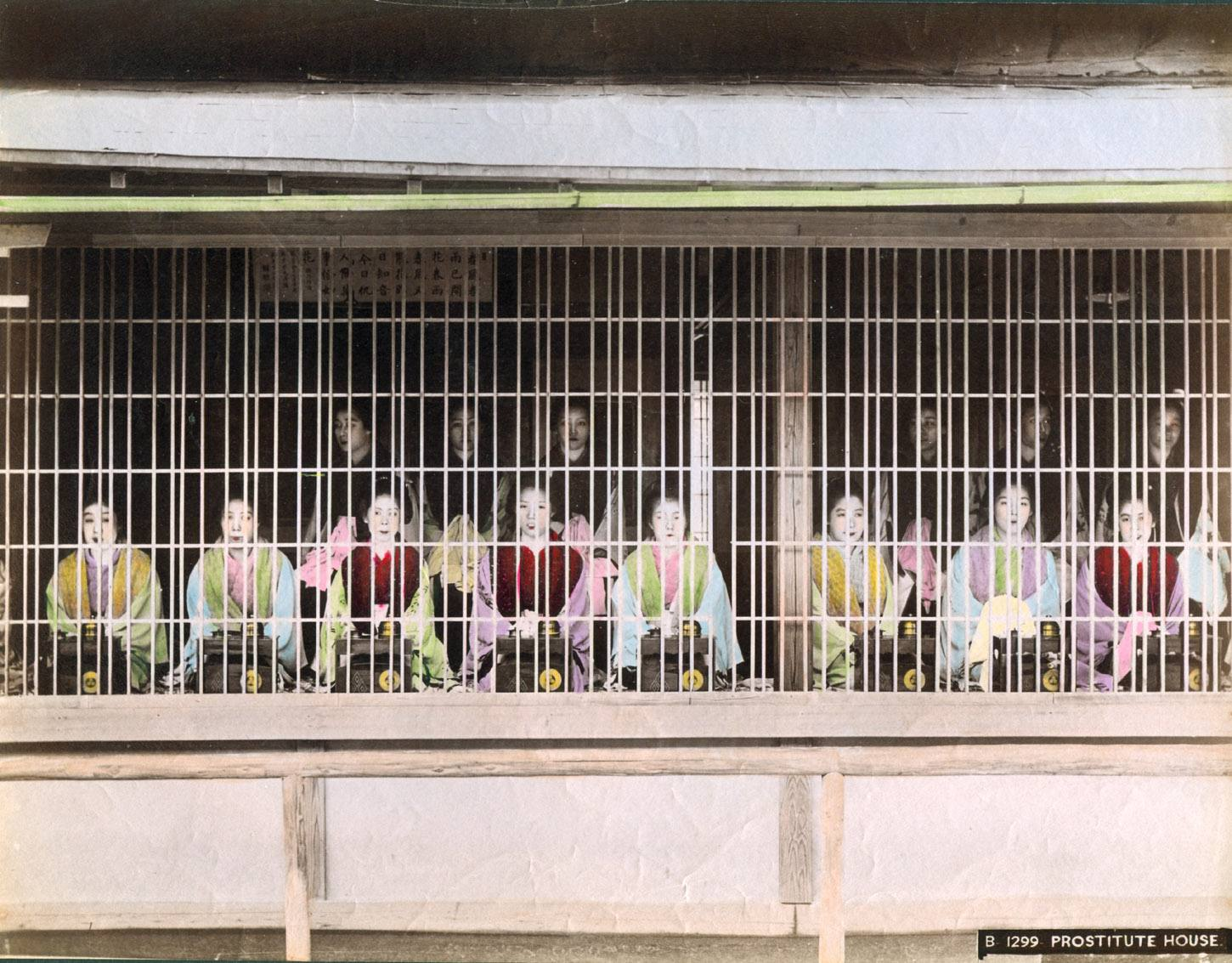
吉原の遊女（明治時代）

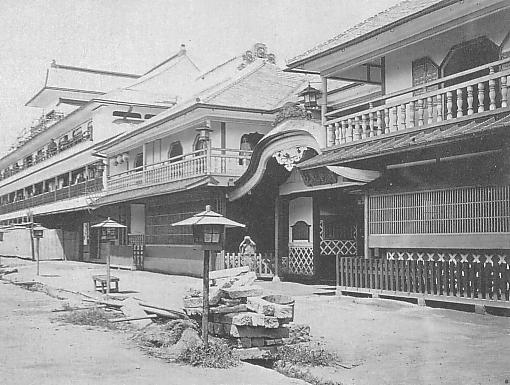
明治5年（1872年）頃の吉原

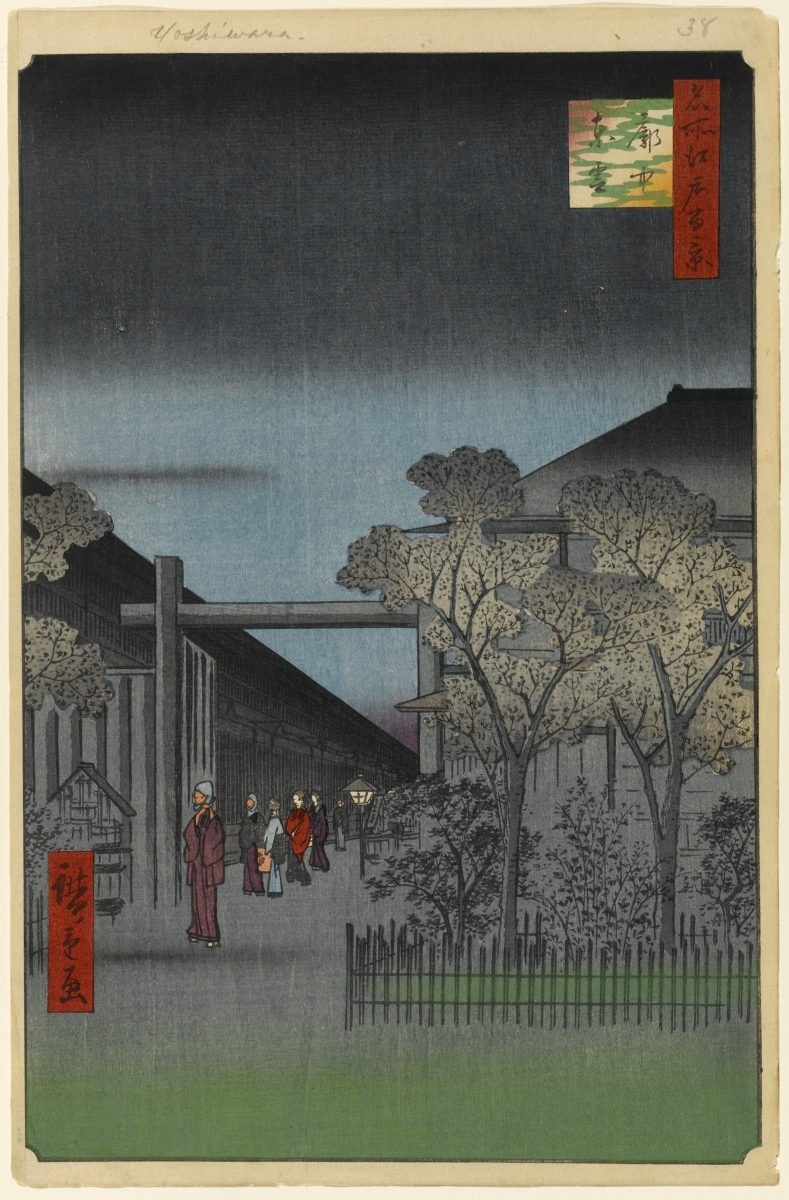
歌川広重『名所江戸百景』より「廓中東雲」（かくちゅうしののめ）。どこぞの商店の番頭か手代あたりでもあろうか、夜明け前、朝帰りの遊び人が仲之町（廓内のメインストリート）へと出てきたところ。

吉原遊廓（よしわらゆうかく）は、江戸幕府によって公認された、江戸の遊廓である。当初は日本橋近く（現在の中央区日本橋人形町）にあり、明暦の大火後、浅草寺裏の日本堤（現在の台東区千束）に移転し、前者を元吉原、後者を新吉原と呼んだ。元々は大御所徳川家康終焉の地である駿府城下町（現在の静岡市葵区）にあった二丁町遊廓から一部が移されたのが始まりである。落語等の芸能で舞台となっているのは新吉原であることが多い。
本項では、江戸が東京となってからの歴史についても解説する。「吉原」のページも参照。

## 歴史

### 元吉原
徳川家康が天正18年8月1日（1590年8月30日）に江戸に入府し、その後、慶長8年（1603年）に征夷大将軍に任じられて江戸幕府を開くと、江戸は俄かに活気付き、鎌倉以来の関東の武士の都となった。家康は東海地方から多数の家臣団を率いて江戸に入ったため、江戸の都市機能の整備は急ピッチで進められた。そのために関東一円から人足を集めたこと、京や大坂から上方の商人が移住してきたこと、また、戦乱の時代が終わって職にあぶれた浪人が仕事を求めて江戸に集まったことから、江戸の人口の男女比は圧倒的に男性が多かったと考えられている。江戸時代初期の記録は確かなものはないが、江戸中期において江戸の人口の3分の2が男性という記録がある。そのような時代背景の中で、江戸市中に遊女屋が点在して営業を始めるようになった。
江戸幕府は江戸城の大普請を進める一方で、全国を支配する政権の所在地として、武家屋敷の整備など江戸の都市機能を高める必要があった。そのために、庶民は移転などを強制されることが多くあり、なかでも遊女屋などは移転を度々求められた。そのあまりの多さに困った遊女屋は、遊廓の設置を陳情し始めた。当初、幕府は相手にもしなかったが、数度の陳情の後、慶長17年（1612年）、元誓願寺前で遊女屋を営む庄司甚右衛門（元は駿府の娼家の主人）を代表として、陳情した際に、
1. 客を一晩のみ泊めて、連泊を許さない。
2. 偽られて売られてきた娘は、調査して親元に返す。
3. 犯罪者などは届け出る。

という3つの条件で陳情した結果、受理された。受理されたものの、大坂城に拠って幕府の支配に服さない豊臣秀頼への対応に追われていた当時は遊廓どころではなく、陳情から5年後、大坂の陣で豊臣氏が滅びた後の元和3年（1617年）に、甚右衛門を惣名主として江戸初の遊廓「葭原」の設置を許可した。その際、幕府は甚右衛門の陳情の際に申し出た条件に加え、江戸市中には遊女屋を他に一切置かないこと、また遊女の市中への派遣もしないこと、遊女屋の建物や遊女の着るものは華美でないものとすることを申し渡した。しかし、寛永の頃までは、遊女が評定所に出向いてお茶を出す係を務めていた。結局、遊廓を公許にすることでそこから冥加金（上納金）を得られるうえ、市中の遊女屋をまとめて管理する治安上の利点、風紀の取り締まりなどを求める幕府と、市場の独占を求める一部の遊女屋の利害が一致した形で、吉原遊廓は始まった。ただし、その後の吉原遊廓の歴史は、江戸市中で幕府の許可なく営業する違法な遊女屋（それらが集まったところを岡場所と呼んだ）との競争を繰り返した歴史でもある。また、街道の宿場には飯盛女と呼ばれる私娼が存在していたが、半ば黙認されていた。
このとき幕府が甚右衛門らに提供した土地は、日本橋葺屋町続きの2丁（約220メートル）四方の区画で、江戸湾海岸に近くヨシが茂り、当時の江戸全体からすれば僻地であった。「吉原」の名はここから来ている。吉原移転後、跡地には難波町、住吉町、高砂町、新和泉町が出来た。現在の日本橋人形町2、3丁目と日本橋富沢町に跨がるあたりである。
寛永17年（1640年）、幕府は遊廓に対して夜間の営業を禁止した。このことで市中に風呂屋者（湯女）が多く現れるようになり、その勢いは吉原内にも風呂屋が進出するほどだった。

### 新吉原

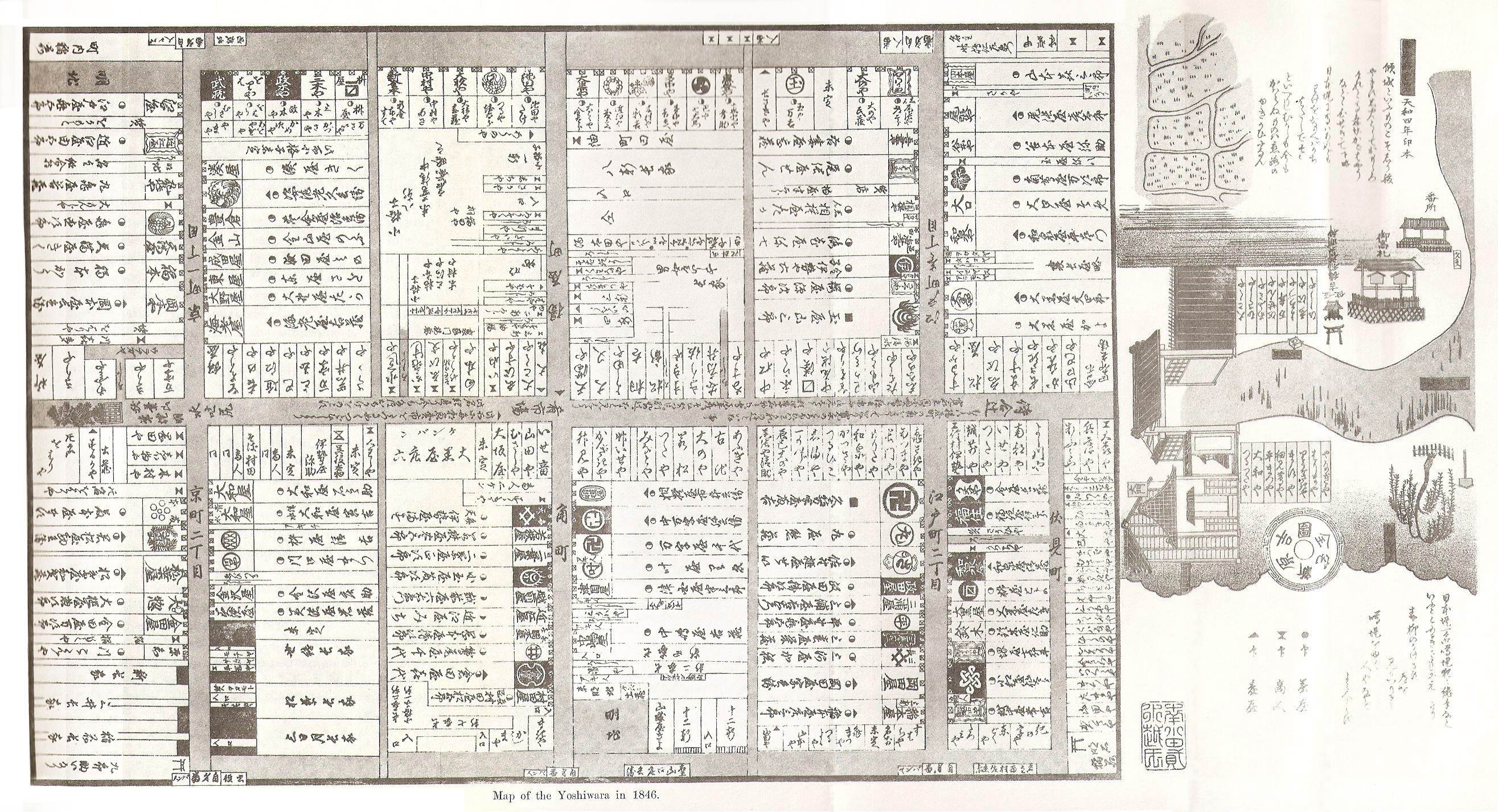
江戸末期の新吉原の見取り図。右のくねった道は日本堤から下る「衣紋坂」とそれに続く「五十間」で、遊廓への唯一の公式通路。「大門」をくぐった先が吉原遊廓で、高い塀と「おはぐろどぶ」に囲まれた、隔絶された楽園であった。廓内は、通りごとにいくつかのエリアに分かれていた。道路のつくりはほぼこのとおりに現存していて、地図で容易に確認することができる（ただし、実際にはもっと上下に広く左右に狭い）。

江戸市街は拡大し続け、大名の江戸屋敷も吉原に隣接するようになっていた。そのような中で、明暦2年（1656年）10月に幕府は吉原の移転を命じる。候補地は浅草寺裏の日本堤か、本所であった。吉原側はこのままの営業を嘆願したが聞き入れられず、結局、浅草寺裏の日本堤への移転に同意した。この際に北町奉行・石谷貞清は以下の便宜を図っている。
1. 吉原の営業できる土地を5割り増し（3丁四方）
2. 夜の営業を許可
3. 風呂屋者（私娼）を抱える風呂屋（風俗営業をする銭湯で、遊廓の競合）を200軒取り潰し
4. 周辺の火事・祭への対応を免除
5. 15,000両の賦与

この内容から風呂屋の盛況も移転の理由だったことが窺える。幕府は同年9月に風呂屋者を置くことを禁止している（それ以前との記録もあり）。もっとも、周辺火事への対応免除は、逆に吉原で火事が発生した場合に周りから応援が得られず、吉原が全焼する場合が多かったという皮肉な結果をもたらした。折りしも翌明暦3年（1657年）正月には明暦の大火が起こり、江戸の都市構造は大きく変化する時期でもあった。大火のために移転は予定よりも少し遅れたが、同年6月には大火で焼け出されて仮小屋で営業していた遊女屋は全て移転した。移転前の場所を元吉原、移転後の場所を新吉原と呼ぶ。新吉原には、京町1,2丁目、江戸町1,2丁目、仲之町、揚屋町、角町があった（京町以外は全てちょうと読む）。
寛文8年（1668年）、江戸市中の私娼窟取り締まりにより娼家主51人、遊女512人が検挙されて新吉原に移された。これらの遊女には、上方（伏見の墨染遊廓や堺の乳守遊廓）の出身が多かったため、移転先として廓内に新しく設けられた区画は「伏見町新道」「堺町新道」と呼ばれた。またこの時に入った遊女達の格を「散茶（さんちゃ）」「埋茶（うめちゃ、梅茶とも）」と定め、遊廓での格付けに大きな影響を与えた。
新吉原を開設したのは尾張国知多郡の須佐村の人だったという論文が『知多半島郷土史往来4号』（はんだ郷土史研究会刊）で発表されている。著者は作家の西まさる。西論文によると、吉原遊廓の揚屋は総数約20軒で、そのうち13軒以上が知多郡須佐村の出身であることが、地元寺院の過去帳や寄進物記録で明白になったという。その背後に千賀志摩守がいたはずと発表している。
西まさる『吉原はこうしてつくられた』（新葉館出版）によれば、明暦大火後の8月に浅草田圃に出来上がった三町四方の新吉原遊廓であるが、その埋め立て、造成、建設の指揮をしたのは知多の陰陽師で、実際に作業にあたったのは非人頭の車善七が率いる3千人の非人とされた人たちという。また、完成した新吉原の町を俯瞰すると、5つの稲荷神社に囲まれ、陰陽道の陰陽の法則に基づいていることが解るという。また、遊廓街へ入る五十間道の曲がり方、見返りの柳、さらには花魁道中における花魁の独特の歩行方も陰陽道に沿ったものという。
新吉原での火災は延宝4年から慶応2年の191年間に22回あった。安政江戸地震による火事では、廓内の死者は千二十余人、遊女のみで530余人を数える。失火があったら火消も繰り出したが、大門内に入らず鎮火を待った。焼け残りがあるとこれを焼き払ったのは、仮小屋での営業が許されないからである。仮宅による営業はうまみもあり、火事を密かに願った者もいた。
徳川吉宗は享保6年11月に全国の人口調査を命じ、新吉原の人数も記録がある。惣〔ママ〕人数高8,171人、15歳以上男2,375人　同以下463人、15歳以上女4,003人、以下女330人、右のうち家主182人、店借り620人、遊女2,105人、禿941人、召使2,163人。この中で合計があわないのもあるが、文献のままである。

### 明治以降
明治期以降になると、政財界の社交場所は東京の中心地に近い芸者町（花街）に移ってゆき、次第に吉原遊廓は縮小を余儀なくされていった。
『中央公論』明治35年2月号によれば、1902年1月6日夜、入廓者は、洋服と髯（官吏と会社員）205、職人340、学生120、兵士122、田舎者80、商人200、女26であった。
1911年（明治44年）4月9日の火災（吉原大火）で周辺を含めた広範囲が焼失。

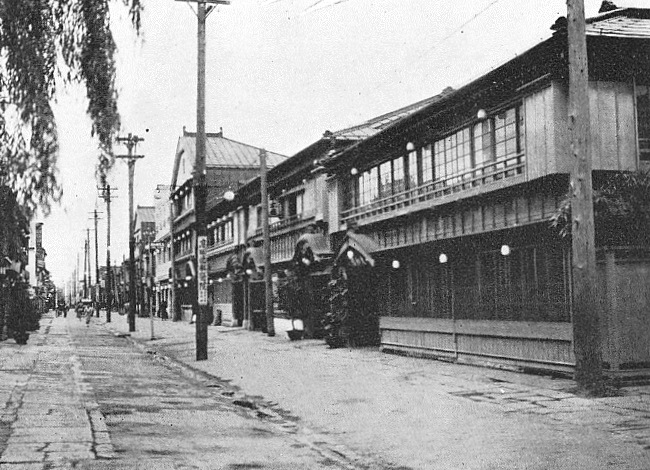
1932年の吉原（歴史写真会「歴史写真（昭和7年8月号）」より）

1923年（大正12年）9月1日の関東大震災では火災を避けようと花園池（弁天池）に娼妓らを含む490人が飛び込んで溺死するなど大きな被害を出した。池での死者は600人とも伝わるが、震災一か月後の10月2日付『都新聞』では、遊女の死者数は世間で千名と言われているが、実際は88名、うち花園池での焼死・溺死者数は30名と報じている。吉原の光景を見物した川端康成は『サンデー毎日』（1929年1月13日）掲載「芥川龍之介氏と吉原」で、「吉原遊郭の池は見た者だけが信じる恐ろしい『地獄絵』であった。幾十幾百の男女を泥釜で煮殺したと思えばいい。赤い布が泥水にまみれ、岸に乱れ着いているのは、遊女達の死骸が多いからであった」と語っている。池は太平洋戦争後の埋め立てで縮小したものの現存しており、供養の場となっている。
更に太平洋戦争末期の1945年（昭和20年）3月10日には東京大空襲によってほぼ全焼という憂き目を見た。
戦後、純潔主義を掲げるキリスト教女性団体である婦人矯風会の運動などにより、昭和31年（1956年）5月21日に売春防止法が可決成立し、翌昭和32年（1957年）4月1日に施行されると、吉原遊廓はその歴史に幕を下ろし、一部は特殊浴場に転身する。

## 規模
江戸時代以前から売春防止法が施行されるまで、日本では、江戸のみならず大坂や京都、駿府、長崎などにおいても大規模な遊廓が存在し、地方都市にも小さな遊廓は数多く存在した。それらの中でも吉原遊廓は最大級の規模を誇っていた。敷地面積は2万坪あまり。最盛期で数千人の遊女がいたとされる。江戸市中の中でも最大級の繁華街と言うことができ、吉原と芝居町の猿若町と日本橋が、江戸で一日に千両落ちる場所といわれていた。

## 地位
江戸時代を通じて吉原遊廓は男性の最大の社交場所であったが、吉原遊廓にとっても常に競争相手は存在していた。元吉原時代は、風呂屋者、風呂屋女と呼ばれる風呂屋で隠れて商売をする遊女屋があった。江戸は富士山の火山灰が堆積した土地で埃っぽく、さらに初期の江戸は都市開発の真っ最中だったために泥まみれ、埃まみれになる仕事が多かった。故に風呂屋が繁盛したが、その中には女性を置いて客の相手をさせる場合があった。「丹前風呂」などがその例である。
また、その後も江戸は膨張を続け、深川などに岡場所が出現し、各街道の最初の宿場町が手軽に行ける遊興場所を兼ねるようになって、吉原遊廓は激しい競争に晒されるようになった。それでも、江戸時代を通じて吉原遊廓は江戸では最大の繁華街としての地位を維持し続けた。
明治期以降になると吉原遊廓は縮小されていく。それでも、昭和32年（1957年）4月1日の売春防止法施行まで、元吉原の時代から数えて340年にわたって、吉原遊廓は営業を続けることになる。

## 遊女

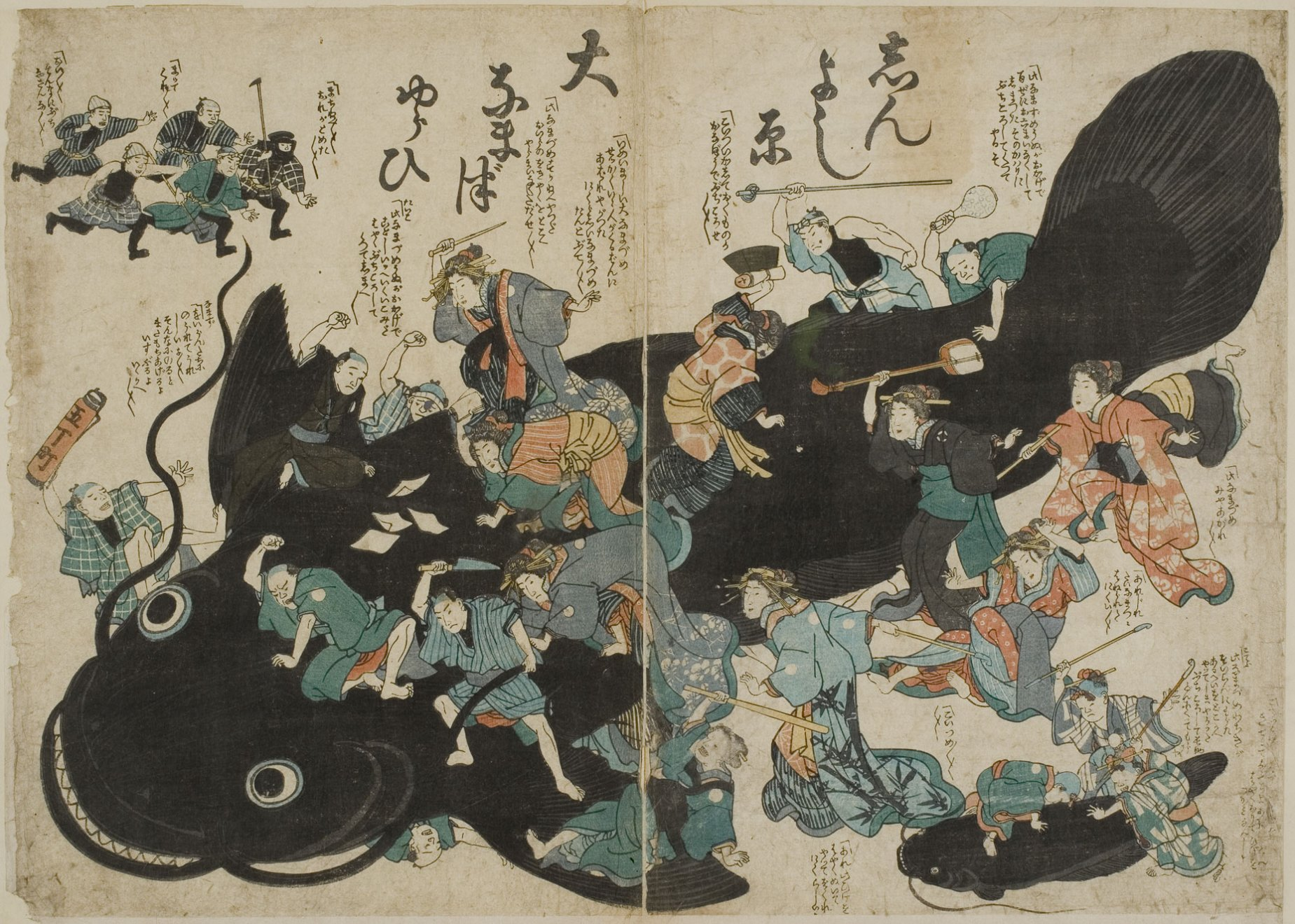
「志んよし原大なまづゆらひ」。大鯰を懲らしめる遊女らを描いた鯰絵。

多くの遊女は年季奉公という形で働かされていた。一定の年限を働くか、遊女を購った金額を返却できれば解放され、新吉原成立から天保年間までは、年季を明ける率は常に8割を超えた。ただし遊女の大部分は性病などの感染症に罹患しており、また栄養失調、不衛生な集団生活などで健康状態も悪く、商品価値のない遊女や死期の迫った者は、葬儀等の手間を省くために店側が年季を放棄する、実質的な解雇や放逐によって年季明けしたにすぎない、と見る指摘もある。
一部の遊女は生涯を遊廓で終えた。年を重ね、遊女としての仕事が難しくなった者は「やり手」「飯炊き」「縫い子」等に再雇用された。一説には「心中」「枕荒らし（客の財布を盗む事）」「起請文（夫婦になることを約束した文書）乱発」「足抜け（脱走）」「廓内での密通」「阿片喫引」など吉原の掟を破った者の遺骸は、素裸にされ、荒菰（あらごも）に包まれ、浄閑寺に投げ込まれた。人間として葬ると後に祟るので、犬や猫なみに扱って畜生道に落とすという迷信によったとものとされているが、逆に畜生道に落とさないための方法ともされる。なお、浄閑寺のホームページによると、浄閑寺が投げ込み寺と呼ばれるようになったのは安政2年10月2日（1855年11月11日））の安政江戸地震で600人余の遊女が死亡した際にこの寺に投げ込んで葬ったことによる。
遊女にはランクがあり、美貌と機知を兼ね備え、男性の人気を集めることが出来る女性であれば、遊女の中でも高いランクに登ることが出来た。遊女の最高のランクは宝暦年間まで太夫と呼ばれ、以下「局」「端」とされていたが、江戸の湯屋を吉原に強制移転したさいに「散茶」が構成され、その後は花魁とよばれた。花魁は振袖新造と呼ばれる若い花魁候補や禿と呼ばれる子供を従えており、気に入らない男性は、相手にしてもらえなかった。
そのような中で、いき（粋）に振舞うことが男性のステータスと考えられていた。そしてまた、客から金品を貢がせるのが遊女のテクニックではあったが、その理由として遊女の生活用品や光熱にかかる費用、また妹分の禿や新造への養育費、また自身の装身具、化粧品などは全て遊女の自己負担であり、高級遊女になるほど負担額が増えるという店のシステムにも起因すると考えられる。しかし、現代で言う「ボッタクリ」を店が行なうことは良しとはされず、ボッタクリを行なった店の主人が処刑された例もある。
江戸時代の多くの時代を通じて、ランクの高い見世（遊女屋、妓家）の遊女と遊ぶためには、待合茶屋（吉原では「引手茶屋」と呼ばれる）に入り、そこに遊女を呼んでもらい宴席を設け、その後、茶屋男の案内で見世へ登楼する必要があった。茶屋には席料、料理屋には料理代、見世には揚げ代（遊女が相手をする代金）が入る仕組みであった。茶屋には宴席のために芸者がよばれることもあるが、他の土地の芸者が「芸は売っても身は売らぬ」の建前とは裏腹に実際には売春が行われていたのに対し、吉原芸者のみは江戸時代の身分制と結びついた職能分化の中で売春とは無縁で、この伝統は明治維新後も引き継がれた。
吉原遊廓では、一人の遊女と馴染みになると、他の遊女へは登楼してはならないという掟があった。他の遊女と登楼すると、その遊女の周辺から馴染みの遊女のもとに知らせが行き、裏切った客は、馴染みの遊女の振袖新造たちに、次の朝に出てくるところを捕まえられて、髷を切り落とされるなど、ひどい目に遭う男もいたとされるが、宝暦以降はこのような掟も廃れた。

### 遊女の位
元和3年（西暦1617年）に、庄司甚右衛門が吉原の創設を幕府から許された時期では、太夫（たゆう）、格子（こうし）、端女郎（はしじょろう）の三つの位付があった。寛文（1661から1673年）に、江戸市中の私娼が摘発されて吉原へ送られた際に格子の下に散茶（さんちゃ）の階級が創設された。享保（1716-36）には、揚代（あげだい）の値段の差から、太夫・格子・散茶の下に、うめ茶、五寸局（ごすんつぼね）、三寸局、なみ局、次（つぎ）の8階級が置かれた。最下級の遊女は、揚代が二朱であったため二朱女郎とも呼ばれた。
宝暦7年（1757年)に吉原で太夫の位がなくなり、「散茶」と呼ばれる遊女が花魁と呼ばれるようになった。

## 文化の発信地としての吉原遊廓
多くの下級遊女たちの悲惨な境遇にもかかわらず、吉原遊廓は新しい文化の発信地でもあった。様々な女性の髷や、衣装などが、吉原遊廓から新しいファッションとして始まったことからも分かる。そして、それらは芝居と呼ばれた歌舞伎と相互に作用して、音曲や舞踊、その他の雑多な芸能とともに江戸市中で評判となった。
これは、男性と女性の間に起こる悲喜交々が、人々の耳目を引いたためであろう。それは面白可笑しいことがらとして、あるいは悲しいお話として、芝居となり、浄瑠璃として語られ、唄に歌われた。現代の時代劇においても舞台として登場する（題名に冠した『吉原炎上』『吉原裏同心』など）。

## 吉原遊廓を描いた資料
- 庄司勝富『洞房語園』享保5年（1720年） NDLJP:945285/4
  - 吉原遊廓の歴史・人物などについて記す
- 酔郷散人 著『吉原大全』明和5年（1768年）
- 山東京伝 著『青楼昼之世界錦之裏』寛政3年（1791年）
- 十返舎一九 著・喜多川歌麿 画『青楼年中行事』享和4年（1804年）
- 大田南畝 著『松樓私語』 NDLJP:1018111/372
  - 吉原の女郎屋「松葉屋」の一年についての聞き書き
- 仏庵 著『新吉原略説并元吉原町起立』江戸時代後期 NDLJP:2605174
- 石井良助 著『吉原 公儀と悪所』明石書店、2012年 ISBN 978-4-7503-3711-1
- 佐々醒雪、西原柳雨 編『川柳吉原誌』育英書院、大正5年（1916年） NDLJP:932712/2
- 『吉原細見』
- 西まさる 著『吉原はこうしてつくられた』新葉館出版、2018年5月 ISBN 978-4-86044-500-3

## 関連文献
- 斎藤長秋 編「巻之一 天枢之部 吉原町舊地」『江戸名所図会』 一、有朋堂書店〈有朋堂文庫〉、1927年、128-129頁。
- 斎藤幸雄「卷之六 開陽之部 新吉原遊女町」『江戸名所図会』 3巻、有朋堂書店、1927年、569-575頁。
- 渋井清『吉原本』古版画研究学会、1936年。
- 『吉原細見年表』（八木敬一、丹羽謙治 共編）青裳堂書店〈日本書誌学大系 72〉、1996年。